# Makary II (arcybiskup Cypru)
Makary II, imię świeckie Mihail Charalambous Papajoannou (ur. 1870 w Prodromos, zm. 28 czerwca 1950) – arcybiskup Cypru w latach 1947–1950.

## Życiorys
W 1931, będąc metropolitą Cyrynei, został (podobnie jak metropolita Kition Nikodem) wygnany z Cypru przez kolonialne władze brytyjskie pod zarzutem czynnego udziału w przygotowywaniu powstania zbrojnego na Cyprze. Do kraju wrócił 22 grudnia 1946. Już w roku następnym, po śmierci arcybiskupa Leoncjusza został wybrany na jego następcę na urzędzie arcybiskupa Nowej Justyniany i całego Cypru. Deklarował prawicowe poglądy polityczne i zdecydowanie sprzeciwiał się przynależności Cypru do Wielkiej Brytanii.
Założył w Nikozji seminarium duchowne św. Barnaby. Współorganizował również referendum, w którym Grecy cypryjscy opowiedzieli się za unią grecko-cypryjską (enosis).
Zmarł 28 czerwca 1950.